# Canadá en los Juegos Paralímpicos de Sídney 2000
Canadá estuvo representado en los Juegos Paralímpicos de Sídney 2000 por un total de 166 deportistas, 113 hombres y 53 mujeres.

## Medallistas
El equipo paralímpico canadiense obtuvo las siguientes medallas:
| Nombre | Deporte                       | Evento                                            |
| --- | ----------------------------- | ------------------------------------------------- |
| Oro |                               |                                                   |
| Lisa Franks | Atletismo                     | 200 m T52 femenino                                |
| Lisa Franks | Atletismo                     | 400 m T52 femenino                                |
| Lisa Franks | Atletismo                     | 800 m T52 femenino                                |
| Lisa Franks | Atletismo                     | 1500 m T52 femenino                               |
| Chantal Petitclerc | Atletismo                     | 200 m T54 femenino                                |
| Chantal Petitclerc | Atletismo                     | 800 m T54 femenino                                |
| Jeff Adams | Atletismo                     | 800 m T54 masculino                               |
| Jeff Adams | Atletismo                     | 1500 m T54 masculino                              |
| Earle Connor | Atletismo                     | 100 m T42 masculino                               |
| Jason Lachance | Atletismo                     | 200 m T34 masculino                               |
| Clayton Gerein | Atletismo                     | Maratón T52 masculino                             |
| James Shaw | Atletismo                     | Disco F38 masculino                               |
| Marni Abbott Chantal Benoit Renee del Colle Tracey Ferguson Jo Kelly Jennifer Krempien Linda Kutrowski Kendra Ohama Marnie Peters Sabrina Pettinicchi Lori Radke Michelle Stilwell | Baloncesto en silla de ruedas | Torneo femenino                                   |
| Patrick Anderson Jaimie Borisoff Jeff Dennis David Durepos Travis Gaertner Kenneth Hall Roy Henderson Joey Johnson Ross Norton Richard Peter Chris Stoutenburg James Treuer        | Baloncesto en silla de ruedas | Torneo masculino                                  |
| Amy Alsop Carrie Anton Nathalie Chartrand Viviane Forest Nancy Morin Contessa Scott                                                                                                | Golbol                        | Torneo femenino                                   |
| Jessica Sloan | Natación                      | 50 m libre S10 femenino                           |
| Jessica Sloan | Natación                      | 100 m libre S10 femenino                          |
| Jessica Sloan | Natación                      | 100 m braza SB9 femenino                          |
| Jessica Sloan | Natación                      | 200 m estilos SM10 femenino                       |
| Stéphanie Dixon | Natación                      | 100 m espalda S9 femenino                         |
| Stéphanie Dixon | Natación                      | 100 m libre S9 femenino                           |
| Stéphanie Dixon | Natación                      | 400 m libre S9 femenino                           |
| Kirby Cote | Natación                      | 100 m braza SB13 femenino                         |
| Kirby Cote | Natación                      | 200 m estilos SM13 femenino                       |
| Danielle Campo | Natación                      | 50 m libre S7 femenino                            |
| Danielle Campo | Natación                      | 100 m libre S7 femenino                           |
| Elisabeth Walker | Natación                      | 50 m mariposa S7 femenino                         |
| Elisabeth Walker | Natación                      | 200 m estilos SM7 femenino                        |
| Danielle Campo Andrea Cole Stéphanie Dixon Jessica Sloan | Natación                      | 4 × 100 m libre (34 ptos.) femenino               |
| Elisabeth Walker Stéphanie Dixon Jessica Sloan Darda Beiger | Natación                      | 4 × 100 m estilos (34 ptos.) femenino             |
| Walter Wu | Natación                      | 100 m espalda S13 masculino                       |
| Walter Wu | Natación                      | 100 m mariposa S13 masculino                      |
| Philippe Gagnon | Natación                      | 100 m libre S10 masculino                         |
| Philippe Gagnon | Natación                      | 400 m libre S10 masculino                         |
| Benoît Huot | Natación                      | 50 m libre S10 masculino                          |
| Benoît Huot | Natación                      | 200 m estilos SM10 masculino                      |
| Adam Purdy | Natación                      | 100 m espalda S6 masculino                        |
| Adam Purdy Robert Penner Andrew Haley Brad Sales Philippe Gagnon Benoît Huot | Natación                      | 4 × 100 m estilos (34 ptos.) masculino            |
| Plata |                               |                                                   |
| Chantal Petitclerc | Atletismo                     | 100 m T54 femenino                                |
| Chantal Petitclerc | Atletismo                     | 400 m T54 femenino                                |
| Lisa Franks | Atletismo                     | 100 m T52 femenino                                |
| Courtney Knight | Atletismo                     | Pentatlón P13 femenino                            |
| Jason Lachance | Atletismo                     | 100 m T34 masculino                               |
| Jason Lachance | Atletismo                     | 400 m T34 masculino                               |
| Kyle Pettey | Atletismo                     | Disco F35 masculino                               |
| Kyle Pettey | Atletismo                     | Peso F35 masculino                                |
| Earle Connor | Atletismo                     | 200 m T42 masculino                               |
| Andre Beaudoin | Atletismo                     | 200 m T52 masculino                               |
| Jeff Adams | Atletismo                     | 400 m T54 masculino                               |
| Richard Reelie | Atletismo                     | 800 m T52 masculino                               |
| Jason Dunkerley | Atletismo                     | 1500 m T11 masculino                              |
| Jacques Martin | Atletismo                     | Disco F55 masculino                               |
| France Gagne | Atletismo                     | Jabalina F13 masculino                            |
| Julie Cournoyer | Ciclismo en ruta              | Ruta tándem clase abierta mixto                   |
| Jean Quevillon | Ciclismo en ruta              | Contrarreloj CP3 mixto                            |
| Kirby Cote | Natación                      | 50 m libre S13 femenino                           |
| Kirby Cote | Natación                      | 100 m libre S13 femenino                          |
| Stéphanie Dixon | Natación                      | 50 m libre S9 femenino                            |
| Stéphanie Dixon | Natación                      | 200 m estilos SM9 femenino                        |
| Chelsey Gotell | Natación                      | 100 m braza SB13 femenino                         |
| Jessica Tuomela | Natación                      | 50 m libre S11 femenino                           |
| Danielle Campo | Natación                      | 400 m libre S7 femenino                           |
| Andrea Cole | Natación                      | 100 m mariposa S8 femenino                        |
| Benoît Huot | Natación                      | 100 m espalda S10 masculino                       |
| Benoît Huot | Natación                      | 100 m libre S10 masculino                         |
| Benoît Huot | Natación                      | 400 m libre S10 masculino                         |
| Walter Wu | Natación                      | 200 m estilos SM13 masculino                      |
| Walter Wu | Natación                      | 400 m libre S13 masculino                         |
| Philippe Gagnon | Natación                      | 100 m mariposa S10 masculino                      |
| Brian Hill | Natación                      | 100 m mariposa S13 masculino                      |
| Mikael Bartholdy Wayne Epp Lawrence Flynn Geoff Hammond Neil Johnson Larry Matthews Jason Migchels John Przybyszewski Tony Quarin Jose Rebelo Chris Rodway Joey Stabner            | Voleibol de pie               | Torneo masculino                                  |
| Bronce |                               |                                                   |
| Tracey Melesko | Atletismo                     | 200 m T20 femenino                                |
| Caitlin Renneson | Atletismo                     | 400 m T34 femenino                                |
| Dean Bergeron | Atletismo                     | 200 m T52 masculino                               |
| Dean Bergeron | Atletismo                     | 400 m T52 masculino                               |
| Andre Beaudoin | Atletismo                     | 100 m T52 masculino                               |
| Stuart McGregor | Atletismo                     | 800 m T13 masculino                               |
| Richard Reelie | Atletismo                     | 5000 m T52 masculino                              |
| Jeff Adams | Atletismo                     | 5000 m T54 masculino                              |
| France Gagne | Atletismo                     | Disco F13 masculino                               |
| Jeff Adams Mathieu Blanchette Mathieu Parent Barry Patriquin | Atletismo                     | 4 × 100 m T54 masculino                           |
| Paul Gauthier | Bochas                        | Individual BC3 mixto                              |
| Alison Kabush Paul Gauthier | Bochas                        | Dobles BC3 mixto                                  |
| Julie Cournoyer | Ciclismo en pista             | Persecución individual tándem clase abierta mixto |
| Anne Polinario | Natación                      | 50 m libre S10 femenino                           |
| Anne Polinario | Natación                      | 100 m libre S10 femenino                          |
| Anne Polinario | Natación                      | 100 m espalda S10 femenino                        |
| Chelsey Gotell | Natación                      | 50 m libre S13 femenino                           |
| Chelsey Gotell | Natación                      | 200 m estilos SM13 femenino                       |
| Moorea Longstaff | Natación                      | 400 m libre S7 femenino                           |
| Walter Wu | Natación                      | 100 m libre S13 masculino                         |
| Andrew Haley | Natación                      | 100 m mariposa S9 masculino                       |
| Tyler Emmett | Natación                      | 200 m estilos SM13 masculino                      |
| Donovan Tildesley | Natación                      | 200 m estilos SM11 masculino                      |
| Paul Tingley Brian MacDonald David Williams | Vela                          | Sonar de tres personas mixto                      |
| Pier Morten | Yudo                          | –73 kg masculino                                  |